# 帕夫洛達里夫卡
47°49′43″N 31°32′59″E / 47.82861°N 31.54972°E
帕夫洛達里夫卡（烏克蘭語：Павлодарівка），是烏克蘭南部的村莊，隸屬尼古拉耶夫州的沃茲涅先斯克區。該村面積0.39平方公里，海拔高度86米，2001年人口36，人口密度每平方公里91.6人。